# 天德地產

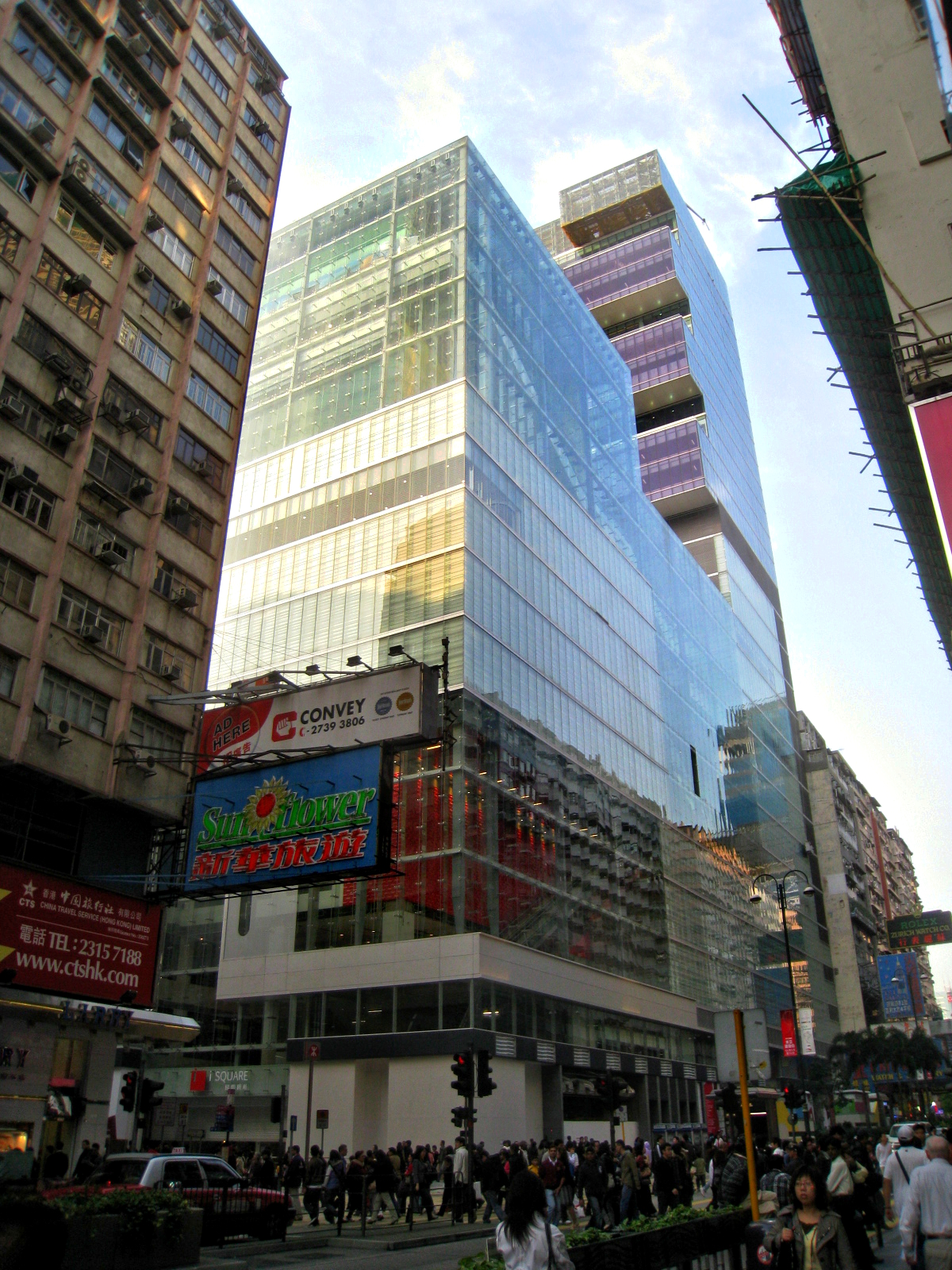
天德地產2009年中項目 - 尖沙咀北京道國際廣場

天德地產有限公司（Tian Teck Land Limited），是香港上市公司之一（港交所：0266）。天德地產是主要角色為地產發展商，物業投資者及香港酒店經營者。公司總部位於尖沙咀國際廣場高座（北座）L9層（由2010年1月23日起）。

## 資產（部分）
天德地產主要資產包括凱聯國際酒店集團旗下的香港君悅酒店及香港凱悅酒店。其他資產包括好運工業大廈及2009年12月落成的國際廣場。內地資產為位於廣州的宜安廣場。

## 外部連結
- 天德地產（#266）網址 （页面存档备份，存于）
- 2008年年報 （页面存档备份，存于）